# DIY (professioneel worstelen)
DIY (vaak gestileerd als #DIY) was een tag team in het professioneel worstelen die van 2015 tot 2020 actief was in de World Wrestling Entertainment. Het team bestond uit Amerikaanse professioneel worstelaars Johnny Gargano en Tommaso Ciampa en trad op in WWE's NXT brand (merk). Ook verschenen ze af en toe voor andere organisaties, waaronder AAW Wrestling en Pro Wrestling Guerrilla (PWG).
Gemaakt op 13 augustus 2015, won het team het NXT Tag Team Championship voordat het team uit elkaar ging bij het evenement NXT TakeOver: Chicago op 20 mei 2017 toen Ciampa zich keerde tegen Gargano. De twee zouden dan een langdurige en veelgeprezen vete hebben over 2017 en 2018, inclusief tegenover elkaar voor het NXT Championship. Vanaf 2018 begonnen Gargano en Ciampa een hoek waarin ze afwisselden tussen partners en rivalen. Ze herenigden hun team van januari tot maart 2019, waarbij Ciampa op dat moment NXT Champion was, terwijl Gargano NXT North American Champion was. De laatste run van DIY debuteerde op 23 oktober 2019 en eindigde bij het evenement NXT TakeOver: Portland toen Gargano zich keerde tegen Ciampa, wat een nieuwe vete ontketende.

## Prestaties
- CBS Sports
  - Feud of the Year (2019) – Gargano vs. Adam Cole[4]
  - Match of the Year (2019) – Gargano vs. Adam Cole bij het evenement NXT TakeOver: New York[4]

- Pro Wrestling Illustrated
  - Feud of the Year (2019) – Gargano vs. Adam Cole[5]
  - Gargano gerangschikt op nummer 6 van de top 500 singles worstelaars in de PWI 500 in 2019[6]
  - Ciampa gerangschikt op nummer 13 van de top 500 singles worstelaars in de PWI 500 in 2019[6]

- Smash Wrestling
  - Smash Wrestling Championship (1 keer) – Gargano[7]

- WWE
  - NXT Championship (2 keer) – Ciampa (1), Gargano (1)[8][9]
  - NXT North American Championship (1 keer) – Gargano[9]
  - NXT Tag Team Championship (1 keer)[10]
  - Eerste NXT Triple Crown Champion – Gargano
  - NXT Year-End Award (3 keer)
    - Match of the Year (2016) vs. The Revival (Scott Dawson & Dash Wilder) (c) in een 2-out-of-3falls match voor het NXT Tag Team Championship bij het evenement NXT TakeOver: Toronto[11]
    - Match of the Year (2019) – Gargano vs. Adam Cole in a 2-out-of-3falls match voor het vacant NXT Championship bij het evenement NXT TakeOver: New York[12]
    - Rivalry of the Year (2019) – Gargano vs. Adam Cole[12]